# Cité scolaire de Tarare
Pour les articles homonymes, voir Lycée Jules-Verne.
La cité scolaire de Tarare est une cité scolaire de la ville de Tarare. Elle est composée de deux établissements distincts :
- Le collège Marie-Laurencin
- Le lycée polyvalent René-Cassin

Elle ouverte lors de l'année scolaire 1969-1970 et son inauguration aura lieu lors de la fête des Mousselines de 1970. Le complexe scolaire est situé 75 Route de Saint-Clément dans le quartier des hauts de Tarare.

## Histoire
Joseph Rivière, alors maire de Tarare, milite dès 1957 pour la construction d'un lycée, en effet les locaux de la rue Cornil à Tarare sont devenus trop exigus. Ce n'est qu'en 1963 que le ministère de l'Éducation nationale accepte un avant-projet, mais rien ne se concrétise avant 1965. Dix hectares sont acquis aux lieux-dits Gros Pierre et Valando permettant la construction d'un lycée prévu pour plus de 2 300 élèves. L'ouverture a lieu le 15 septembre 1969 avec près de 700 élèves, l'inauguration est faite durant la fête des mousselines de 1970.
Le 12 janvier 1974, le maire de Tarare, Georges Vinson, inaugure les deux gymnases attenants. Ce n'est qu'en 1978, par une convention de fonctionnement, que les trois établissements actuels sont regroupés au sein de la cité scolaire. La cité scolaire regroupe alors le lycée polyvalent d'État mixte de Tarare, le collège nationalisé de Tarare et le lycée d'enseignement professionnel d'État mixte de Tarare. Les trois entités sont baptisées le 16 juin 1990 : collège Marie-Laurencin, lycée René-Cassin et lycée professionnel Jules-Verne. 
En 1994, le lycée professionnel ouvre un brevet de technicien supérieur assistant de gestion PME-PMI. En 2017, il fusionne avec le lycée général et technologique pour devenir le lycée polyvalent René Cassin. En 2021, elle obtient le label sélectif d'Internat d'excellence.  La même année, la cité scolaire ouvre deux sections sportives de haut niveau, le basket-ball et le football. 

## Particularités de la cité scolaire
La cité scolaire se distingue par l'existence d'une chorale très active ; celle-ci se produit régulièrement extramuros. Elle a également édité quelques albums musicaux. Au lycée une section sport-étude handball a vu le jour à la rentrée 2012,. Le lycée possède une section ESABAC (possibilité d'obtention d'un double Bac Franco-Italien), ainsi qu'une section Euro Espagnol.
Au collège, des classes spécifiques (6e et 5e) ont été mises en place depuis 2012 pour les élèves atteints de dyslexies (classes à effectifs réduits et aux pratiques aménagées) ; une section Euro Italien est présente dès la classe de 6e ainsi qu'une Section Bilangue Allemand/Anglais possible aussi dès la classe de 6e.
Certains élèves ont également la possibilité de passer un brevet de pilote d'avion. Enfin, on peut remarquer que le thème du développement durable est un projet éducatif important qui fait de la cité scolaire une cité écoresponsable (tri des déchets, recyclage de papiers, économie d'énergie, renforcement de la biodiversité dans les espaces vers, jardins, repas biologiques, ...).
Certains des élèves du lycée participent régulièrement aux Olympiades de la physique, compétition nationale de sciences,.

## Classement du lycée

### Lycée René-Cassin
En 2015, le magazine L'Express classe le lycée 32e sur 67 au niveau départemental quant à la qualité d'enseignement, et 818e au niveau national. Le Parisien classe le lycée 24e sur 67 au niveau départemental. Quant à Lyon Capitale et au journal Le Progrès ils classent le lycée 8e meilleur lycée public du département. Le classement s'établit sur trois critères : le taux de réussite au bac, la proportion d'élèves de première qui obtient le baccalauréat en ayant fait les deux dernières années de leur scolarité dans l'établissement, et la valeur ajoutée (calculée à partir de l'origine sociale des élèves, de leur âge et de leurs résultats au diplôme national du brevet).

### Lycée Jules-Verne
En 2015, le magazine L'Express classe le lycée 39e sur 53 au niveau départemental quant à la qualité d'enseignement, et 1468e au niveau national. Le Parisien classe le lycée 48e sur 53 au niveau départemental. Le classement s'établit sur trois critères : le taux de réussite au bac, la proportion d'élèves de première qui obtient le baccalauréat en ayant fait les deux dernières années de leur scolarité dans l'établissement, et la valeur ajoutée (calculée à partir de l'origine sociale des élèves, de leur âge et de leurs résultats au diplôme national du brevet).

## Personnalités liées au complexe scolaire

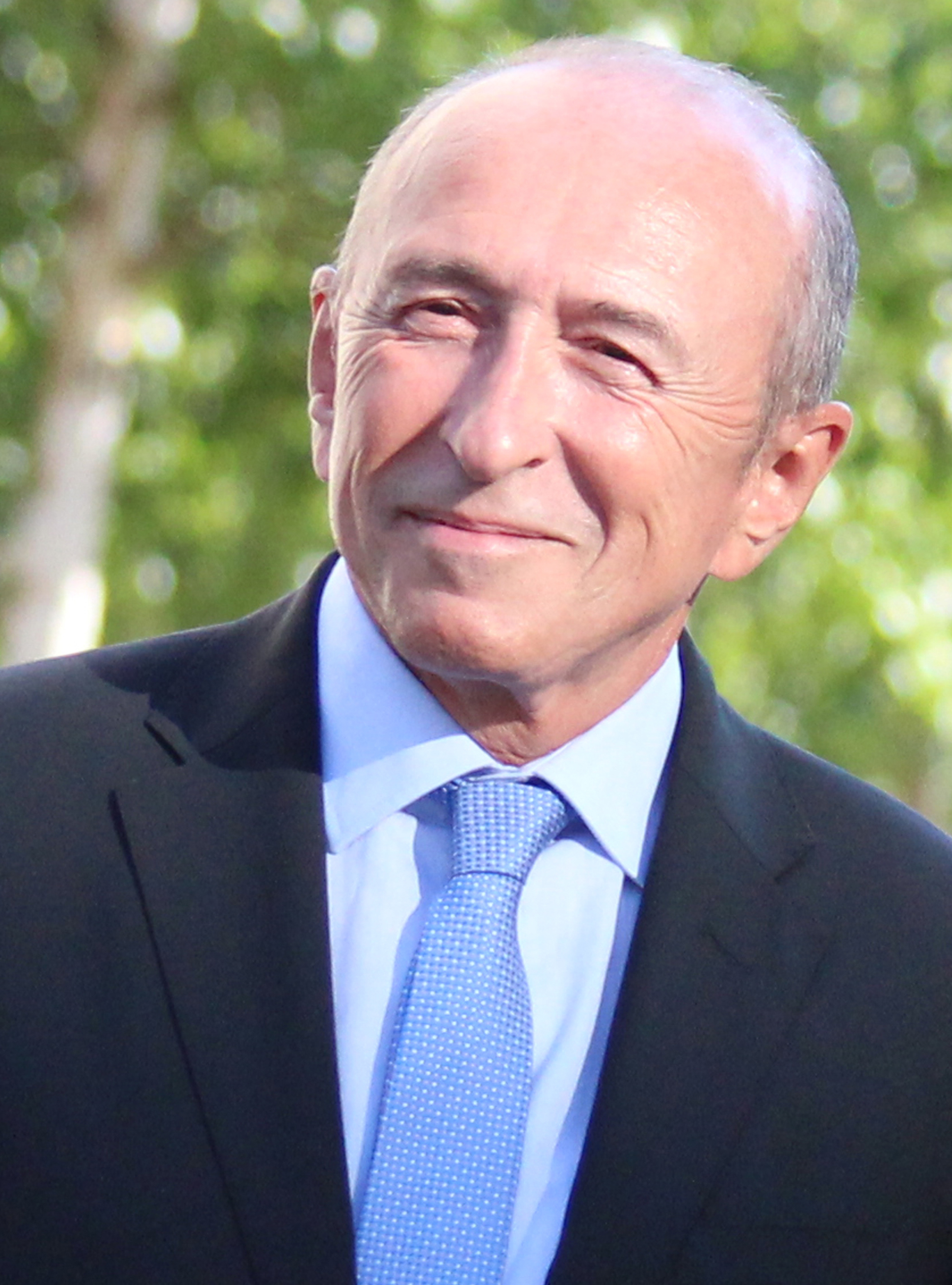
L'ancien ministre d'État Gérard Collomb a enseigné plusieurs années au lycée René-Cassin

### Directeurs
| # | Période        | Nom            |
| - | -------------- | -------------- |
| 1 | 2005 - 2012    | Marie Rastello |
| 2 | 2012 - 2015    | Claudie Noulin |
| 3 | 2015 - 2020    | Éric Esvan     |
| 4 | 2020 - 2022    | Damien Raymond |
| 5 | 2022 - présent | Olivier Leroux |

### Anciens élèves et professeurs

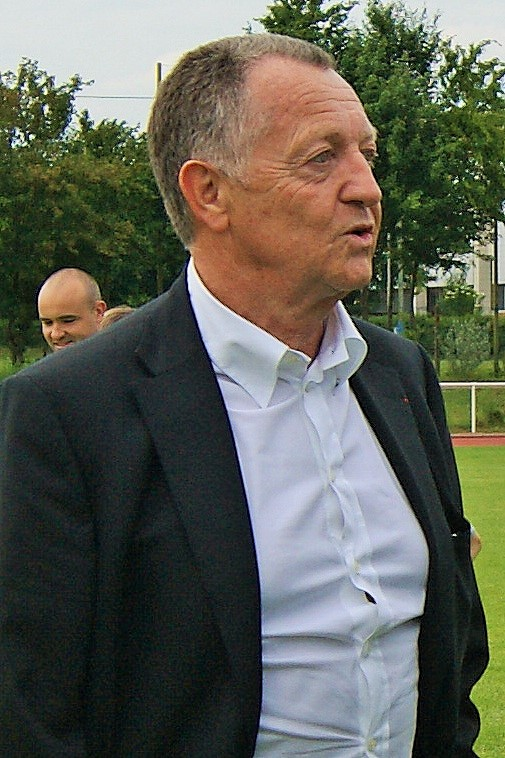
Le président de l'Olympique Lyonnais à étudié lors de sa jeunesse au collège du complexe scolaire

- Jean-Michel Aulas a été élève au collège de la cité scolaire.
- Gérard Collomb, maire de Lyon est devenu professeur agrégé de lettres classiques en 1970. Il enseigne ensuite dans plusieurs lycées de la région, en particulier au lycée Jean-Perrin de Lyon et plusieurs années au lycée René-Cassin de Tarare[24]
- Hugo Plagnard, rédacteur en Chef Adjoint du journal de 20H France 2 a été élève au collège et au lycée de la cité scolaire
- Sophie Jovillard, animatrice et globetrotteuse sur France 5 a été élève au lycée de la cité scolaire
- Anne-Laure Perrot, footballeuse internationale française, a été élève au collège de 1996 à 2000

## Voir aussi

Char de la cité scolaire de Tarare lors de la fête des Mousselines de 2005